# Google Goggles
Goggles是Google公司於2009年12月在Google Search Event會場上公開的服務，「goggle」的中文是「凝視、睜大眼睛看」的意思。
其主要功能是將Android或iPhone使用者拍下的圖片傳送到Google資料中心，利用電腦視覺運算建立物件特徵，再與其他已位於Google資料庫中的物件進行比對，找出相似點，並根據這些資訊提供搜尋結果。
此軟體還可以讓使用者拍攝數獨的題目，傳送到Google資料中心後藉由OCR技術分析並自動解題。

## 主要功能
- 書籍、DVD封面辨識
- 景點、地標辨識
- 名片辨識
- 商標辨識
- 條碼辨識
- 翻譯文字